# Anders Golding
Anders Golding (født 12. maj 1984 i Aalborg) er en dansk eliteskytte, der har deltaget to gange ved de olympiske lege (2008 og 2012) i skeetskydning. Ved legene i 2012 i London vandt han sølvmedalje med 146 træffere, blot to træffere efter den amerikanske guldvinder, Vincent Hancock.
Golding har dyrket skeetskydning siden 1998 og kom første gang på landsholdet i 2005. Hans bedste internationale resultater er en sølvmedalje fra World Cup-finalen i 2010, sejr i World Cup-stævnet i Maribor i 2011 samt to sølvmedaljer fra junior-EM i 2001 og 2004. Han er fire gange endt i top ti ved VM med en femteplads i 2005 som bedste resultat, og ved OL i 2008 blev han nummer 25. Med sejren i Maribor sikrede Golding Danmark den anden nationsplads til OL 2012 i skeetskydning, efter at Jesper Hansen havde sikret den første med en tredjeplads i World Cuppen forinden. Begge skytterne fik senere de to pladser.
Anders Golding er uddannet tømrer og stiller op for Jetsmark Sogns Jagtforening i Pandrup, men er bosat i Oslo.